# Parco nazionale marittimo-terrestre dell'arcipelago di Cabrera
Il Parco nazionale marittimo-terrestre dell'arcipelago di Cabrera è una area naturale protetta della Spagna, istituita nel 1991.
Protegge il territorio dell'isola di Cabrera, nell'arcipelago delle Baleari, e di altri 18 piccoli isolotti che sorgono in sua prossimità. La superficie complessiva dell'area protetta è di 10.021 ha, 8.703 dei quali marini e 1.318 terrestri.
In ragione della biodiversità presente al suo interno, ed in particolare per la ricchezza dell'avifauna, l'area, in base alla Direttiva 79/409/CEE (cosiddetta Direttiva Uccelli), è stata dichiarata Zona di protezione speciale (ZPS) per l'avifauna. È anche riconosciuta come Sito di Importanza Comunitaria (SIC), integrato nella Rete Natura 2000. Dal 2003 è considerata inoltre Area specialmente protetta di interesse mediterraneo (ASPIM).
Amministrativamente il territorio dell'arcipelago di Cabrera ricade nella municipalità di Palma di Maiorca.

## Storia

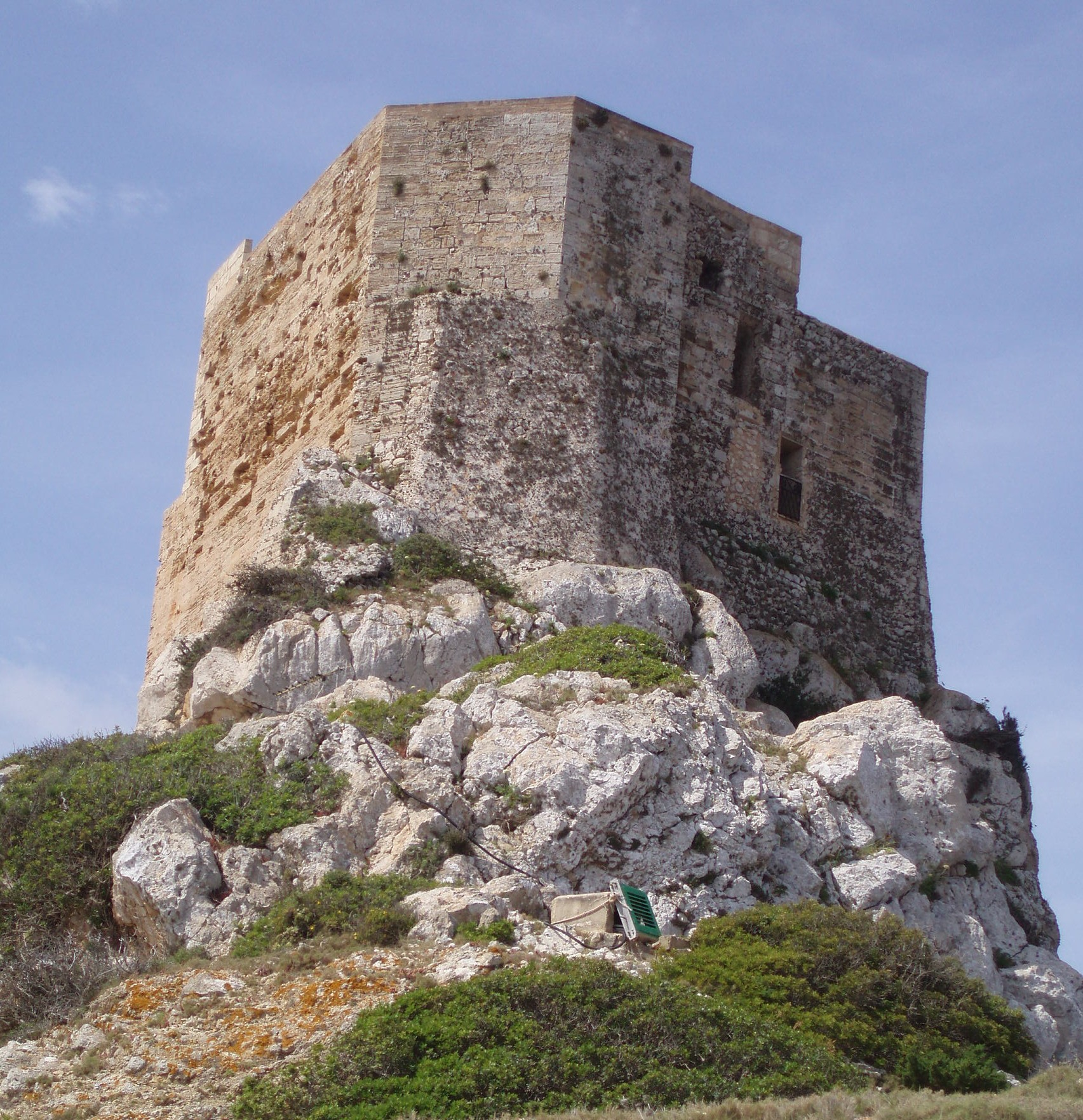
Castillo

Fin dall'antichità, l'isola di Cabrera e gli isolotti vicini furono visitati dai popoli che navigavano il Mediterraneo: Fenici, Cartaginesi, Romani e Bizantini, vi trovavano riparo e rifornimenti di acqua e cibo.
Tra il XIII e il XIV secolo, l'isola e il suo porto naturale furono utilizzati come base dai pirati berberi per gli attacchi alle coste maiorchine. Per questo motivo alla fine del XIV secolo fu costruita una fortificazione, detta el Castillo, per evitare l'accesso dei pirati al porto e garantire una maggiore sorveglianza delle acque vicine a Maiorca.
Nel 1808, durante la Guerra d'indipendenza spagnola, l'isola divenne luogo di detenzione per i soldati francesi, fatti prigionieri dopo la sconfitta nella battaglia di Bailen, che vi rimasero sino alla firma della pace nel 1814.
Alla fine del XIX secolo, l'isola di Cabrera diviene proprietà privata della familia Feliu, che vi introduce la coltivazione della vite, costruendovi una casa vinicola, attualmente sede di un museo.
Nel 1916 l'intero arcipelago viene espropriato per esigenze di difesa nazionale e Cabrera diventa sede di una piccola guarnigione militare; negli anni successivi l'isola viene utilizzata come poligono di tiro. I vincoli militari posti sull'area la pongono al riparo dalla speculazione edilizia, mantenendola inalterata sino al 1991, anno in cui passa sotto la gestione del Ministero dell'Ambiente spagnolo, che vi istituisce il Parco nazionale marittimo e terrestre.
Dal luglio del 2009, la gestione del parco è stata trasferita alla Comunità Autonoma delle Isole Baleari.

## Territorio

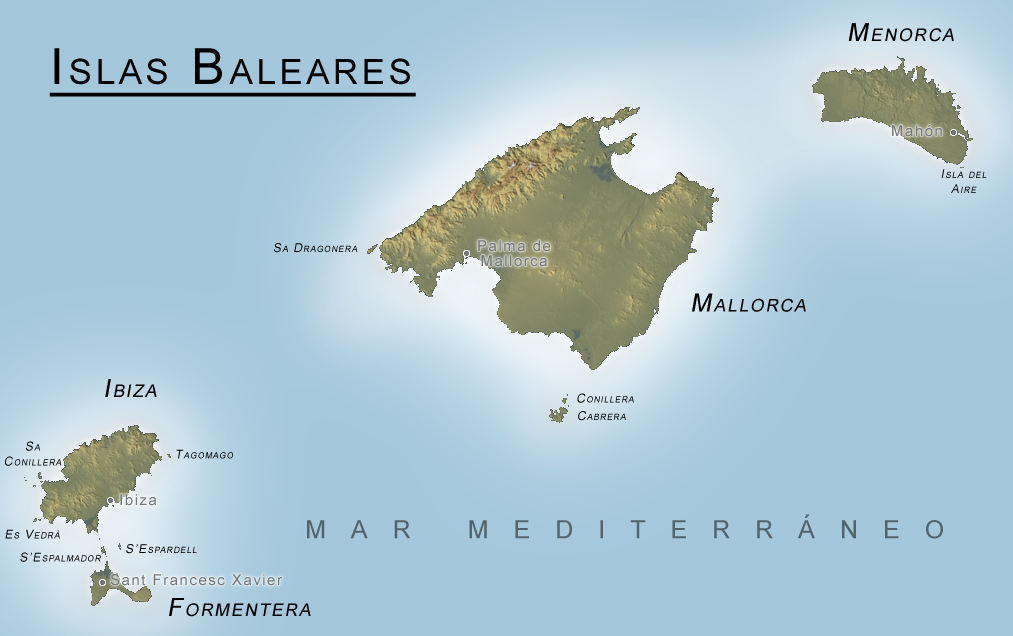
Posizione di Cabrera nell'arcipelago delle Baleari.

L'arcipelago di Cabrera, staccatosi dall'isola di Maiorca circa 15 000 anni or sono, si trova a 10 km a sud del Capo Salines di Maiorca.
Comprende 19 isole e isolotti; la più estesa è Cabrera, seguita da Conejera. Gli altri isolotti sono S'illa de ses Rates, S'Estell Xapat, S'Estell de s'Esclatasang, S'Estell des Coll, S'Estell de Fora, L'Imperial, S'illa de ses Bledes, Illa des Fonoll, Na Redona, L'Esponja, Na Plana, Na Pobra, S'Illot Pla, S'Illot de Na Foradada, Na Foradada.
L'area protetta ha una superficie complessiva di 10.021 ha, dei quali 8.703 sono marittimi e 1.318 terrestri.

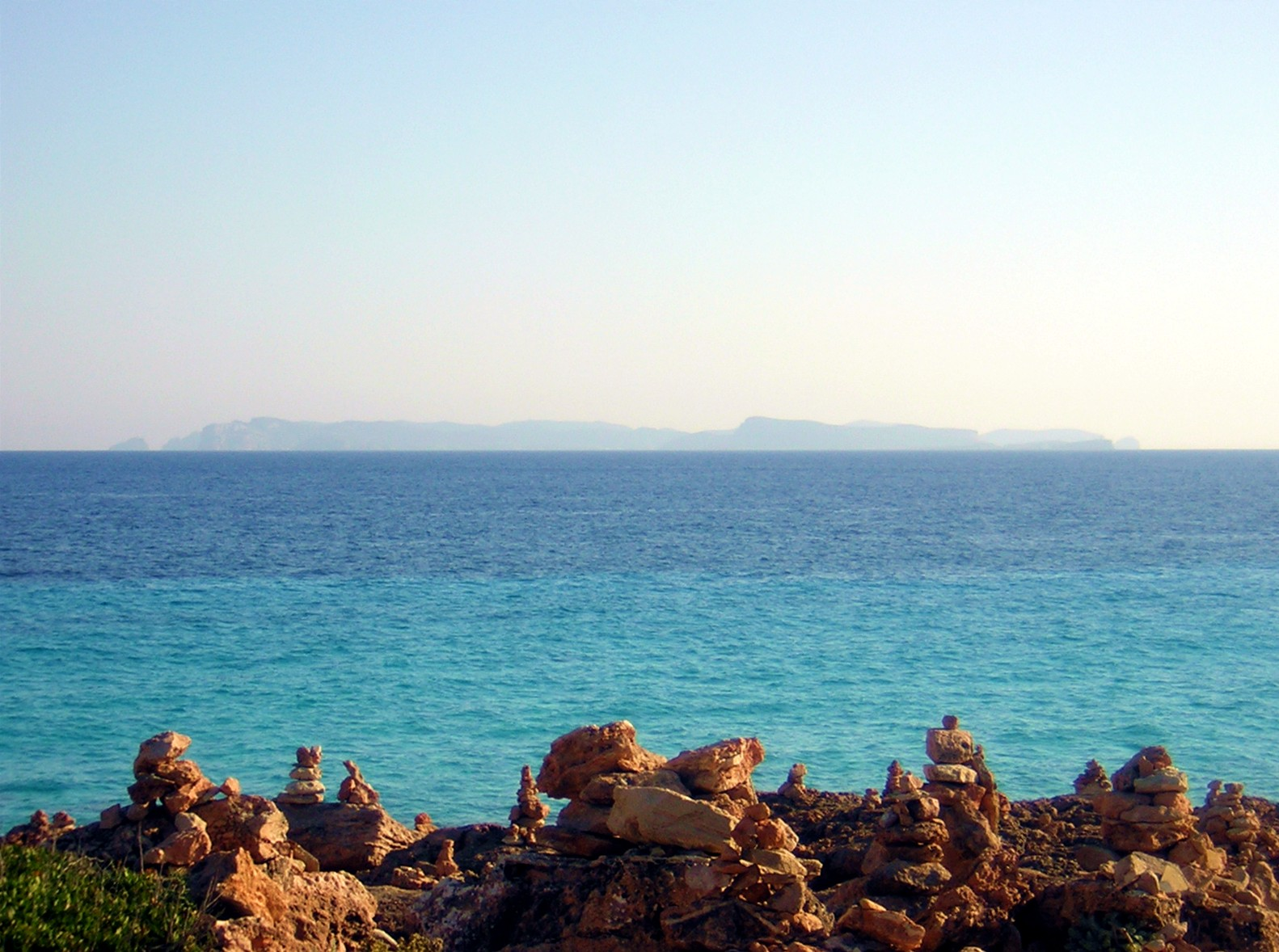
L'isola di Cabrera vista dal capo de Las Salinas (Maiorca).
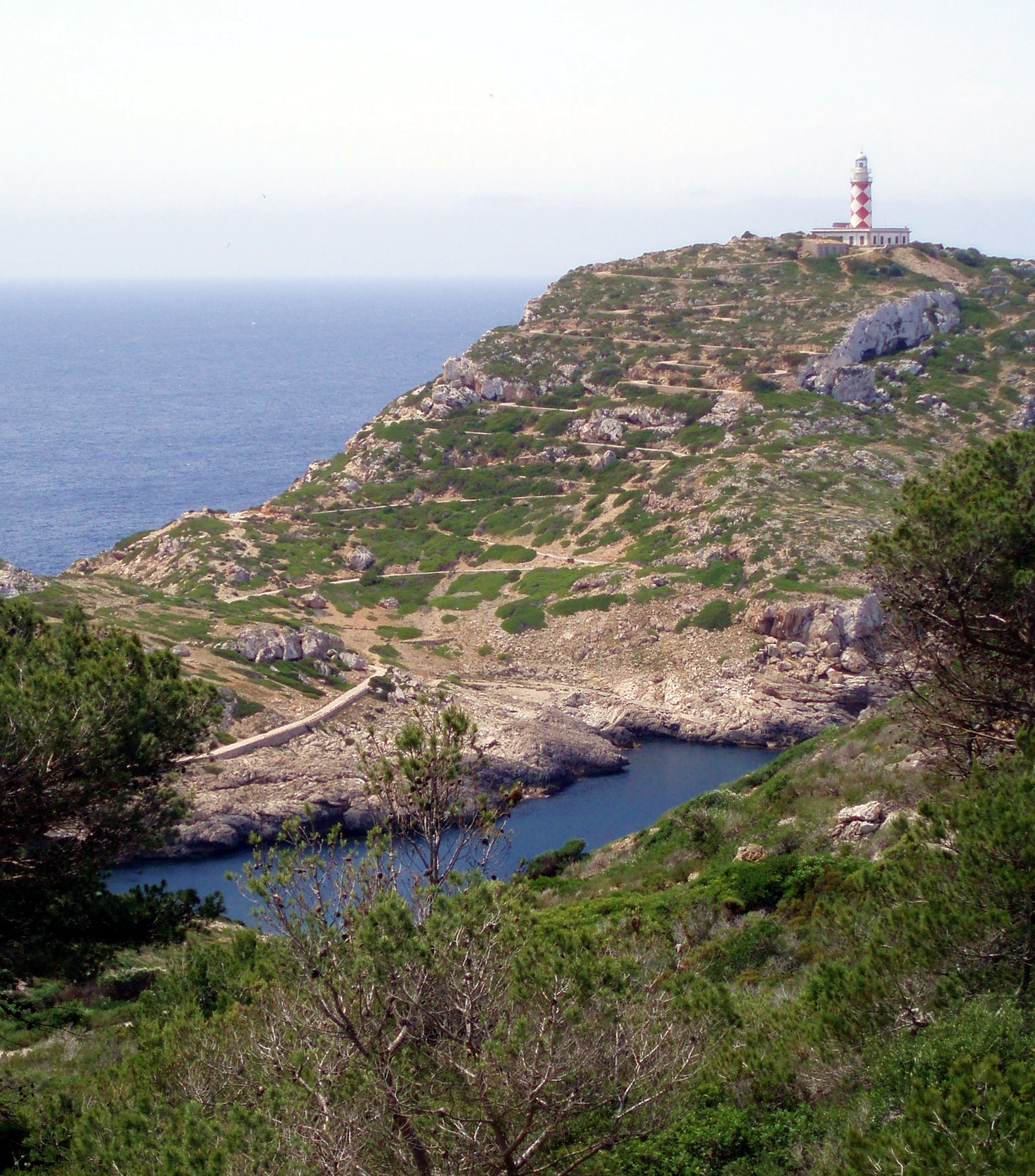
Faro di n'Enciola, a Cabrera

L'unica attività estrattiva consentita nel suo territorio è la pesca artigianale tradizionale professionale, regolamentata dal Plan Rector de Uso y Gestión (PRUG) del parco.

## Flora

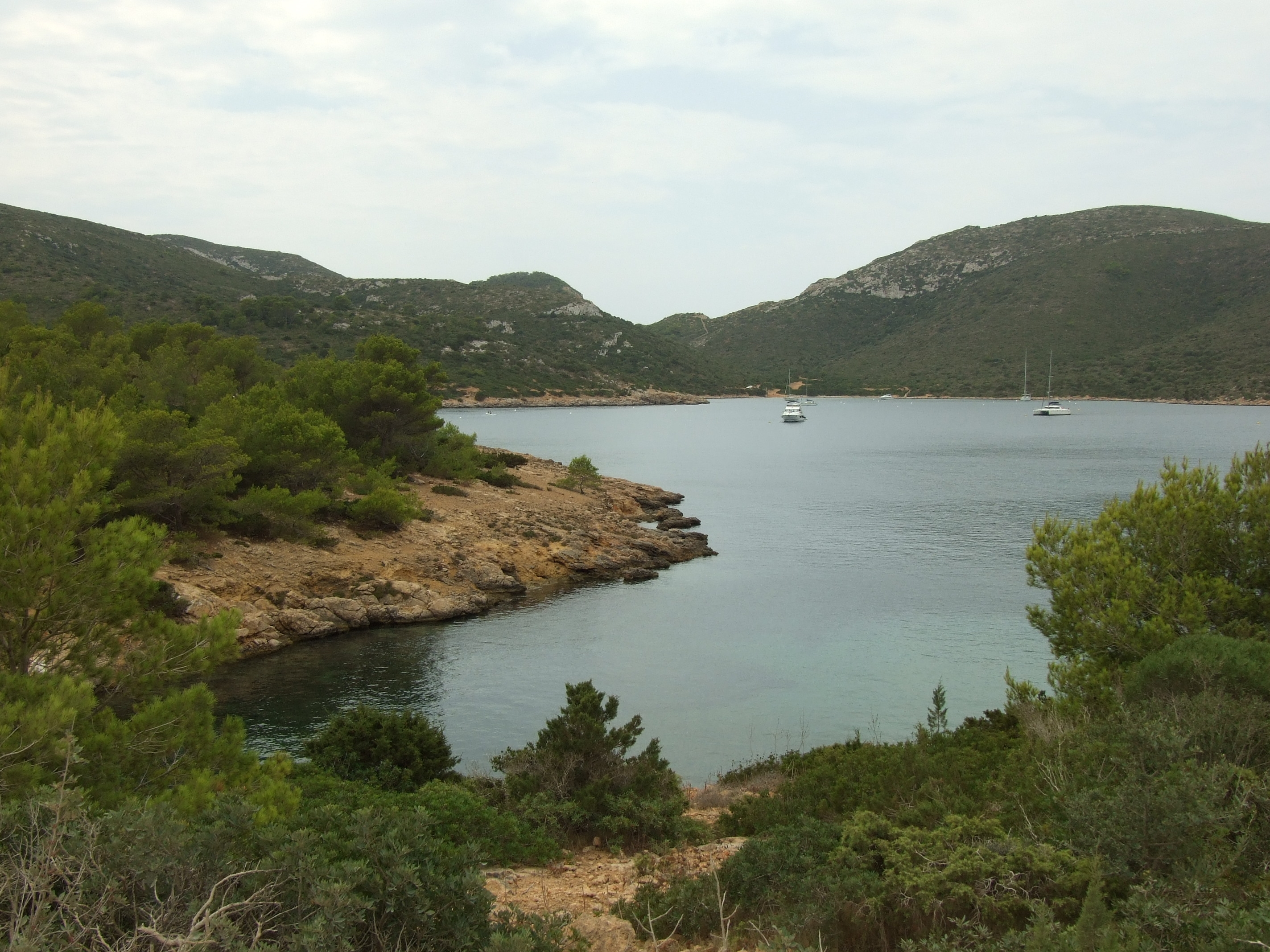
Pini (Pinus halepensis) e ginepri (Juniperus phoenicea) sull'isola di Cabrera.

Nel parco sono state censite 516 specie di piante vascolari, 22 specie di muschi, 21 specie di licheni e 162 specie di alghe.
L'ambiente terrestre presenta una vegetazione a predominanza di macchia mediterranea xerofila (Oleo-ceratonion), in cui si inseriscono alcuni popolamenti di Pinus halepensis. Tra le specie più significative vi sono l'olivastro (Olea europaea), il ramno autoctono Rhamnus ludovici-salvatoris, l'euforbia arborea (Euphorbia dendroides), il ginepro fenicio (Juniperus phoenicea), il rosmarino (Rosmarinus officinalis), il lentisco (Pistacia lentiscus), l'efedra fragile (Ephedra fragilis), la timelea tricocca (Cneorum tricoccon), l'asparago spinoso (Asparagus horridus). La cintura litorale è dominata da Limonium spp., con lembi di salicornieto in cui predominano specie alofile quali Sarcocornia fruticosa e Suaeda vera, talora associate a Malva arborea.
Sono presenti diversi endemismi balearici, quali l'astragalo delle Baleari (Astragalus balearicus), l'iperico balearico (Hypericum balearicum), il bosso balearico (Buxus balearica), la peonia balearica (Paeonia cambessedessi); è inoltre presente una sottospecie di robbia (Rubia balearica caespitosa), il cui areale è limitato all'isola di Cabrera.
Nell'ambiente marino, che rappresenta l'85% della superficie del parco, sono presenti ampie praterie di Posidonia oceanica, la comunità climax del mar Mediterraneo, che esercita una notevole azione nella protezione della linea di costa dall'erosione e ospita al suo interno una moltitudine di organismi animali e vegetali, che vi trovano nutrimento e protezione. Lo stato di salute del posidonieto, che costituisce un buon bioindicatore della qualità delle acque marine, è monitorato dalle autorità di gestione del parco ed è stato oggetto di specifiche, ed efficaci, misure di protezione.

## Fauna

### Fauna terrestre

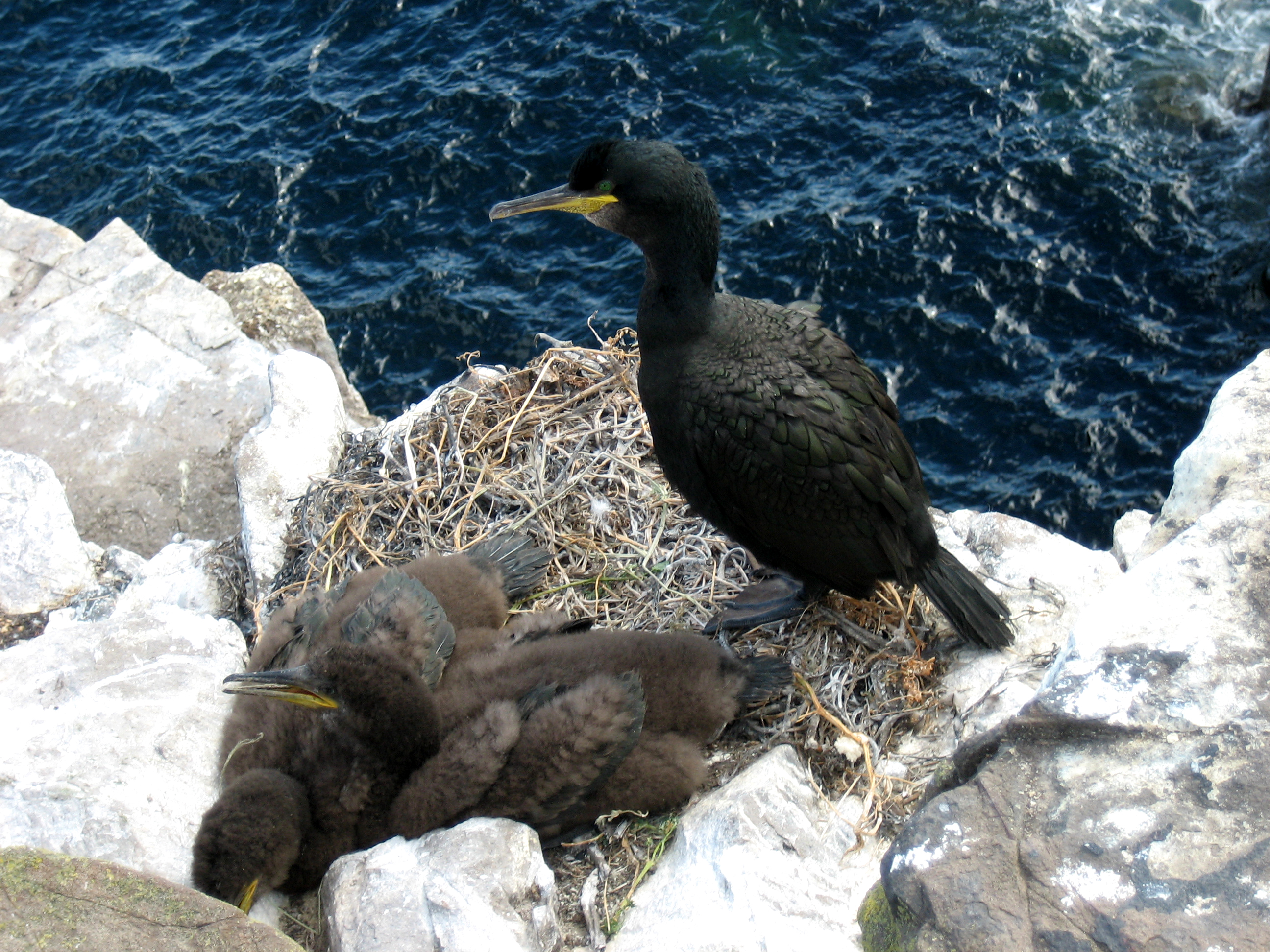
Nidificazione di marangone dal ciuffo (Phalacrocorax aristotelis)

Molto ricca l'avifauna, con oltre 130 specie censite, di cui ben 27 specie nidificanti. Formano colonie all'interno del parco: la berta maggiore (Calonectris diomedea), la berta delle Baleari (Puffinus mauretanicus), il marangone dal ciuffo (Phalacrocorax aristotelis), il gabbiano corso (Ichthyaetus audouinii), il gabbiano reale mediterraneo (Larus michahellis) e l'uccello delle tempeste (Hydrobates pelagicus). La comunità dei rapaci, che costituisce una delle risorse ornitologiche più rilevanti dell'arcipelago, comprende il gheppio (Falco tinnunculus), il falco pellegrino (Falco peregrinus), il falco pescatore (Pandion haliaetus) e il falco della Regina (Falco eleonorae), che non vive permanentemente nell'arcipelago, ma che vi torna ogni anno per nidificare nelle falesie dei vari isolotti. Alle specie nidificanti si aggiungono, nell'epoca delle migrazioni, innumerevoli altre specie che utilizzano le isole come area di sosta transitoria.

Nell'interno dell'isola di Cabrera, è infine abbondante, anche se poco studiata, la presenza dei Passeriformi; sono presenti in particolare il passero domestico (Passer domesticus), il cardellino (Carduelis carduelis), il verdello (Carduelis chloris),  il fanello (Carduelis cannabina), la magnanina sarda (Sylvia sarda), l'occhiocotto (Sylvia melanocephala), il pigliamosche (Muscicapa striata) e il passero solitario (Monticola solitarius).

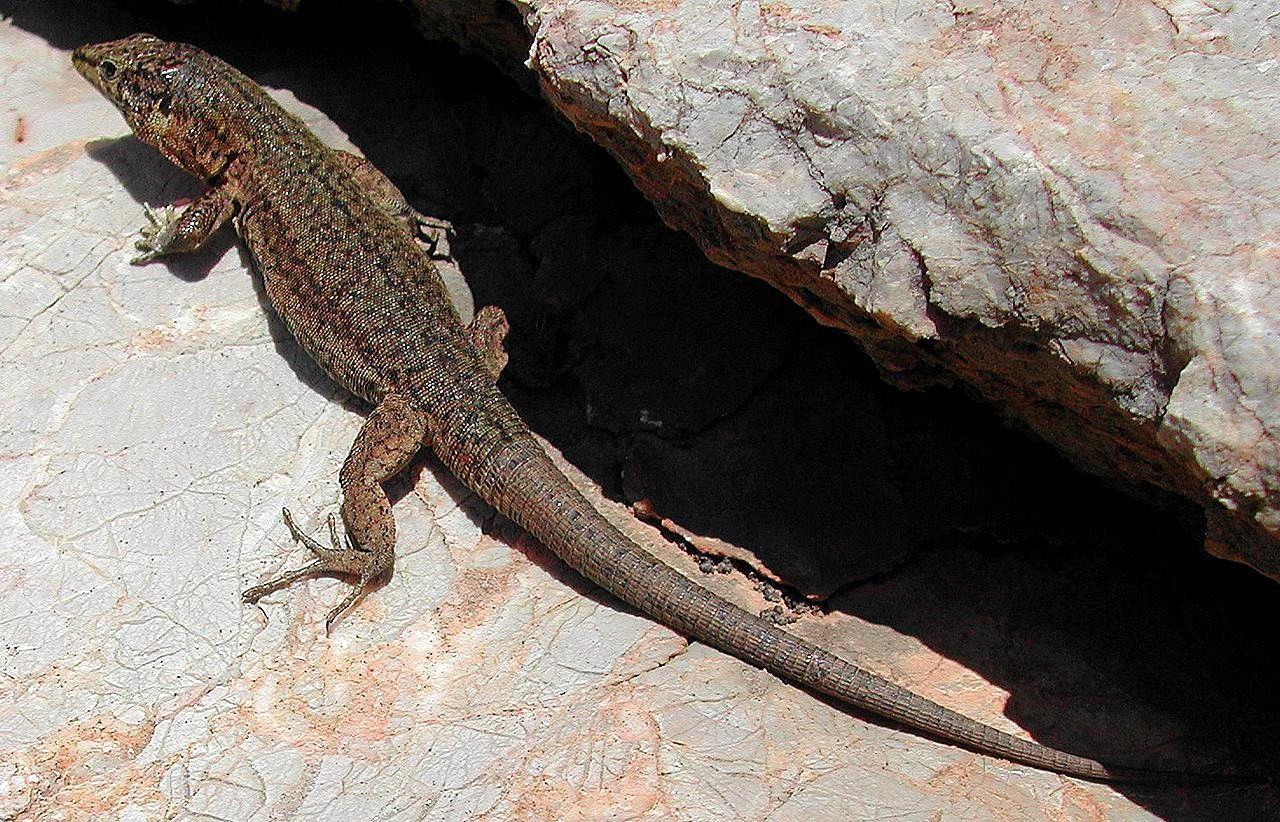
Esemplare di Podarcis lilfordi giglioli

Tra i rettili, merita una menzione particolare la lucertola balearica (Podarcis lilfordi), chiamata localmente sargantana: circa l'80% della popolazione esistente della specie ricade infatti nel territorio del parco, e ben 11 delle 24 sottospecie note, sono endemiche dell'arcipelago di Cabreba. Sono presenti inoltre il geco comune (Tarentola mauritanica), detto localmente dragó, e il geco verrucoso (Hemidactylus turcicus), detto dragonet.
Scarsa la presenza di mammiferi, in massima parte introdotti dall'uomo. Tra essi il coniglio selvatico (Oryctolagus cuniculus), la genetta comune (Genetta genetta), il ratto nero (Rattus rattus), il topo domestico (Mus musculus), il gatto domestico (Felis silvestris catus), e il riccio algerino (Atelerix algirus). Gli unici mammiferi autoctoni sono i pipistrelli, di cui sono state censite 6 diverse specie: Tadarida teniotis, Hypsugo savii, Miniopterus schreibersii, Plecotus austriacus, Pipistrellus sp. (probabilmente Pipistrellus pipistrellus) e Myotis sp. (probabilmente M. capaccinii).

### Fauna marina
La fauna marina comprende 87 specie di spugne, 85 di celenterati, 113 di briozoi, (25) di crostacei, 169 di molluschi, 53 di echinodermi, 41 di ascidie, e 214 specie differenti di pesci, il che fa del parco uno degli ambiti di maggiore biodiversità del Mediterraneo.
Tra gli animali di maggiore taglia presenti vi sono il tursiope (Tursiops truncatus), la stenella striata (Stenella coeruleoalba), il delfino comune (Delphinus delphis), il globicefalo (Globicephala melas), il capodoglio (Physeter macrocephalus) e la tartaruga comune (Caretta caretta).

## Accessi
L'accesso al parco avviene con imbarcazioni turistiche (golondrinas) che partono quotidianamente da Colònia de Sant Jordi o da Portopetro (Maiorca), e possono trasportare sino ad un massimo di 200 persone al giorno.
Per l'accesso con imbarcazioni private è necessaria una autorizzazione delle autorità del parco, mentre per attraccare al porto di Cabrera è necessario un permesso delle autorità militari, che limita a 50 il numero massimo di barche; l'ancoraggio avviene tramite un sistema di boe che proteggono le praterie di Posidonia presenti nella baia del porto.
| 1995                                        | 1996   | 1997   | 1998   | 1999   | 2000   | 2001   | 2002   | 2003   | 2004   | 2005   | 2006   | 2007   | 2008   | 2009   | 2010   | 2011   |
| 36.173                                      | 39.265 | 43.215 | 52.796 | 47.302 | 44.983 | 64.068 | 66.302 | 66.535 | 73.540 | 71.987 | 74.532 | 76.541 | 60.804 | 60.662 | 64.688 | 75.544 |
| Fonte: Ministerio Espanol de Medio Ambiente |        |        |        |        |        |        |        |        |        |        |        |        |        |        |        |        |

## Strutture ricettive
Uffici del parco, presso i quali è possibile ottenere informazioni ed organizzare visite guidate, sono presenti a Palma di Maiorca e a Colònia de Sant Jordi.
Sull'isola di Cabrera esiste un centro visitatori che ospita un museo con esposizioni permanenti, guide, audiovisivi e iniziative di educazione ambientale.